# Petrus en Pauluskathedraal (Šiauliai)
De Kathedraal van de heilige Apostelen Petrus en Paulus (Litouws: Šv. apaštalų Petro ir Pauliaus katedra) in de Litouwse plaats Šiauliai is de bisschopskerk van het rooms-katholieke bisdom Šiauliai.

## Geschiedenis

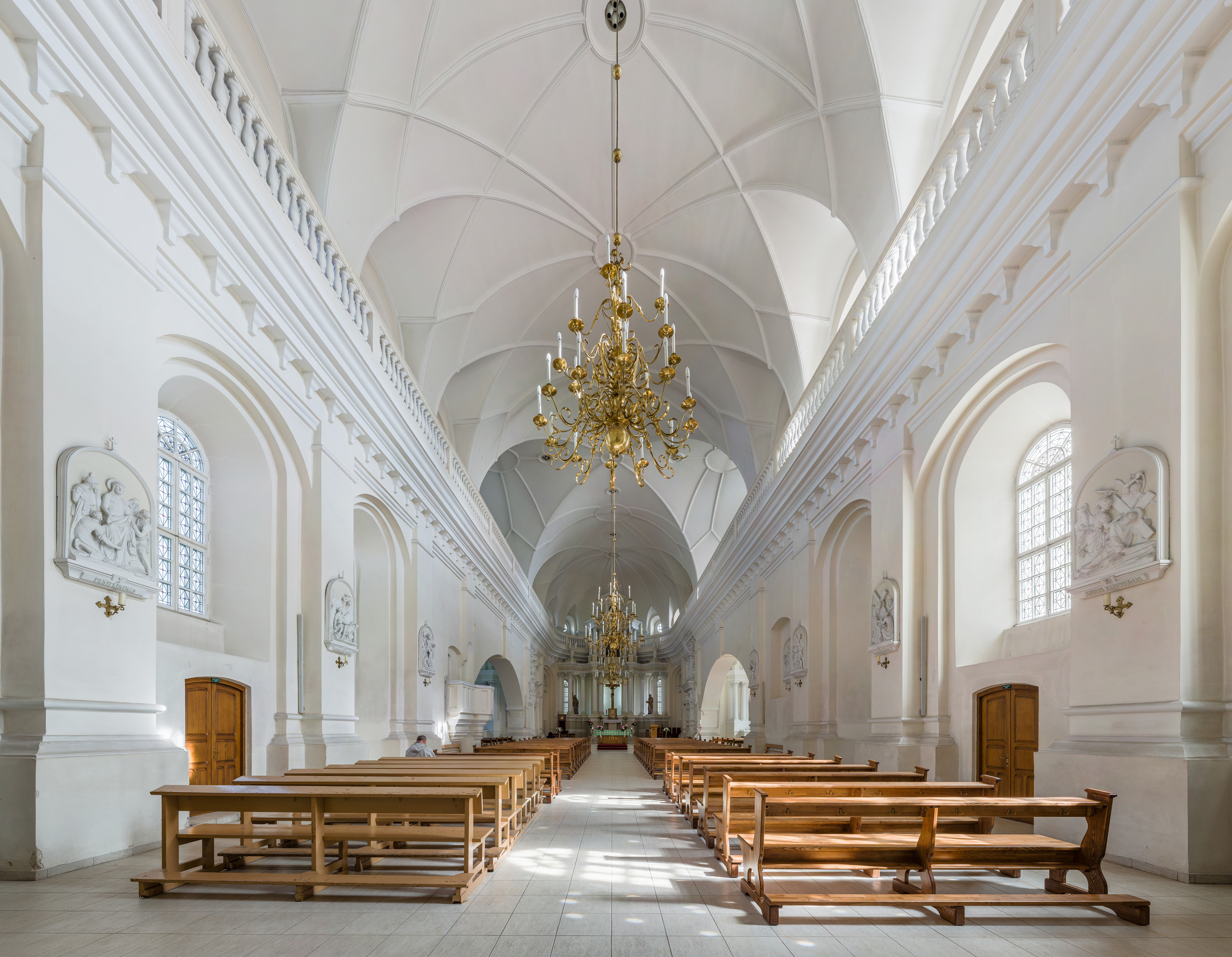
Interieur

Sinds de oprichting van het bisdom Šiauliai in 1997 werd de Petrus en Pauluskerk verheven tot kathedraal. Tijdens de plechtigheden was paus Johannes Paulus II aanwezig. 
De kathedraal werd in de 17e eeuw gebouwd en is een belangrijke vertegenwoordiger van de renaissance en het maniërisme in Litouwen.
In 1880 werd de toren door blikseminslag getroffen. De schade bleef echter beperkt en kon snel worden hersteld. Ernstiger waren de opgelopen beschadigingen tijdens de Tweede Wereldoorlog. De kerk bevond zich in 1944 in een deplorabele toestand. Echter nog tijdens de Sovjet-periode werd de kerk gerestaureerd.       
De toren reikt tot een hoogte van 70 meter. Aan de zuidelijke kant van het gebouw bevindt zich een zonnewijzer. De torentjes aan de toren met schietgaten bij de ingang geven het portaal het karakter van een poort. In het huidige Litouwen was deze bouwwijze vroeger veel voorkomend, maar het bleef alleen in Šiauliai bewaard. Het karakter van een vesting wordt verder versterkt door de ligging van de poort van het kerkhof met torentjes voor de kerk. Een houten kruis herinnert eraan dat hier vroeger een kleine houten kerk uit 1445 stond.
De enige kleuraccenten aan de witte kerk zijn de rode torenspitsen.
Het neobarokke hoofdaltaar werd pas in 1975 in de kerk opgesteld. Ook binnen overheerst het wit. Alleen de drie vergulde kroonluchters geven kleur aan het interieur. De kruiswegstaties vormen de spaarzame decoratie aan de muren.